# ウロコダンゴ
ウロコダンゴ（うろこだんご）は、北海道深川市の菓子で、蒸し団子の一種。「ダンゴ」の名称ではあるが、一般にイメージされる球状ではなく、三角形の辺が波をうった形状をしている。

## 概要
1913年（大正2年）2月、深川駅を起点とする国鉄留萌線開通記念として深川駅で駅弁などを販売していた高橋商事が販売を始めた。
当初は高橋商事社長の郷里である新潟県阿賀野市で作られていた小麦粉・米粉・砂糖等を練り合わせて棒状にした「椿餅」に改変を加え、「椿団子」として販売したが、当時の深川駅長が椿という苗字で、自分の名前が販売員によって連呼されることに違和感を覚えたこともあり、駅長の提案で現在の「ウロコダンゴ」と改められた。ウロコとは当時貨車で運び込まれたニシンの鱗から取られたと言われている。以来、深川駅の名物として長年販売されている。
ダンゴは小麦粉ともち米を主原料とし、「ういろう」に似た柔らかな食感で甘さは控えめである。当初は白餡の入ったものだけだったが、現在はあずき味の黒・抹茶味の緑を加えた3種類がセットで販売されている他、祝典の記念品等のための「紅白ウロコダンゴ」も調製される。
いきさつに関しては、高橋商事が刊行している「ウロコダンゴハンドブック」なる小冊子に詳しく記されている（高橋商事本店、道の駅ライスランドふかがわで配布されている）。

## 販売
高橋商事本店・深川駅のほか深川市音江の道の駅ライスランドふかがわや丸井今井「きたキッチン」の札幌・旭川店、道央自動車道の砂川SA、旭川駅などでも販売されている。添加物を使用していないので賞味期限は短いが、真空パックのものも売られている。製造数は2022年時点で9個入り箱換算で年間に約4万箱分を製造している。
また、深川の高橋商事本店ではカステラの「耳」に相当する、ウロコダンゴの切り落としが安価で売られている。
尚、関連商品としてウロコダンゴのロゴが入った「ウロコダンゴTシャツ」及び「ウロコダンゴトートバッグ」が道の駅ライスランドふかがわ、深川駅構内の深川物産館で購入できる。